# Maison De Morgenster
La maison De Morgenster signifiant en français : L'Étoile du Matin (en néerlandais : Burgerhuis ou Huis De Morgenster) est un immeuble réalisé par l'architecte Jos Bascourt en 1904 dans le style Art nouveau à Anvers en Belgique (région flamande).
Elle est classée et reprise sur la liste des monuments historiques de Berchem depuis le 11 avril 1984.

## Situation
Cette maison se situe au no 55 de Cogels-Osylei., une artère résidentielle du quartier de Zurenborg à Berchem au sud-est d'Anvers comptant de nombreuses autres réalisations de style Art nouveau comme la Huize Zonnebloem au no 50.

## Description
La maison compte trois niveaux (deux étages). Elle est bâtie en brique blanche avec bandeaux de brique jaune et un soubassement en pierre bleue. Les baies du rez-de chaussée (porte d'entrée et deux baies vitrées) possèdent un arc surbaissé avec arc brisé en décharge de la baie d'imposte. 
Au premier étage, l'unique baie à meneau et à traverse formant deux arcs en plein cintre avec un arc outrepassé en décharge comprend un panneau en céramiques sur champ au tympan. Ces céramiques remplacent l'étoile qui avait donné son nom à la maison. Cette baie ressemble très fort aux baies du premier étage des maisons Lotus et Papyrus construites trois années plus tôt par le même Jos Bascourt. 
Le dernier niveau est percé de deux petits oculus placés latéralement, entourés de brique blanche et jaune en alternance et possédant un larmier. La corniche possède des appuis en bois de longueur différente une sur deux.

## Galerie

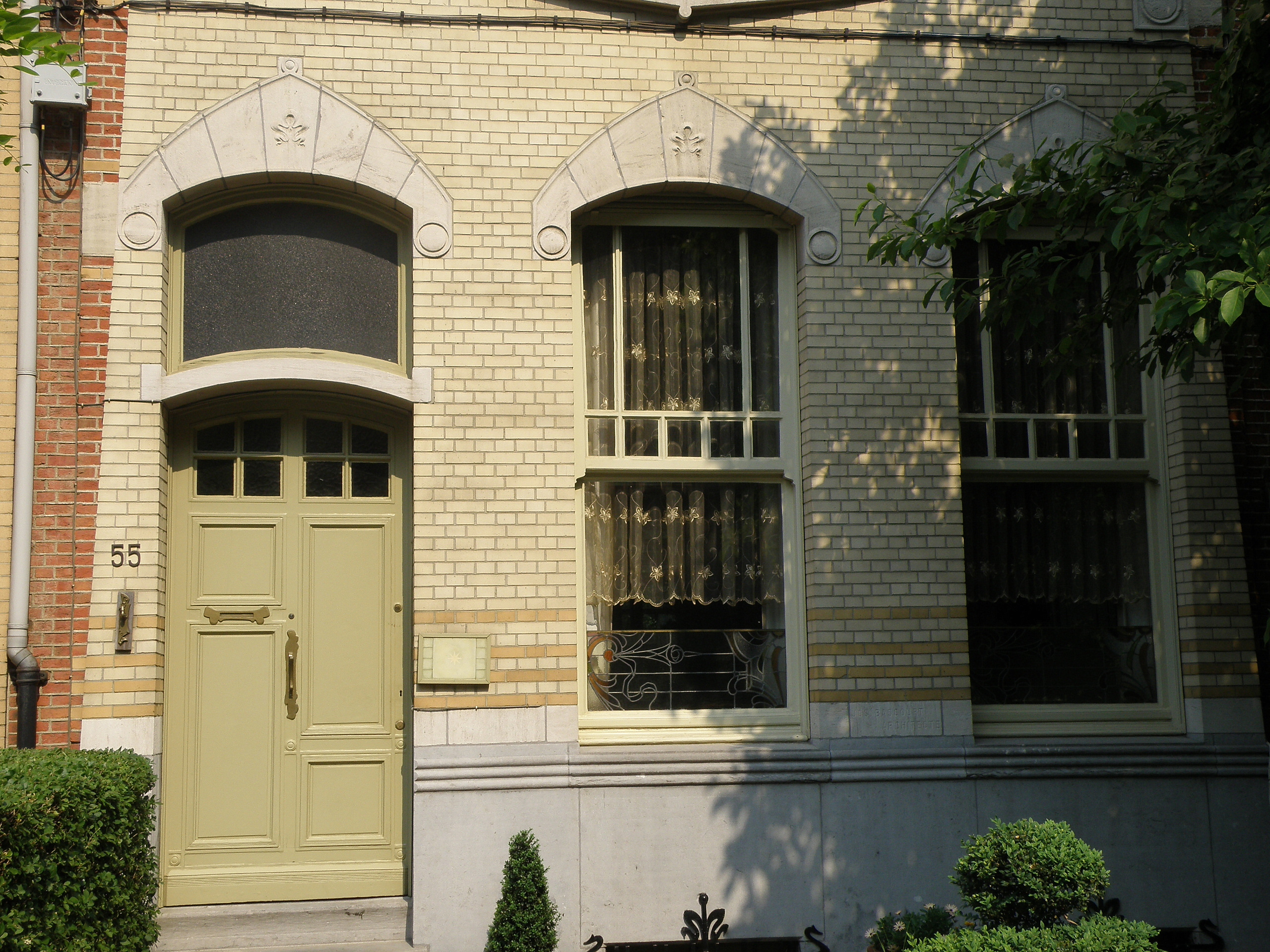
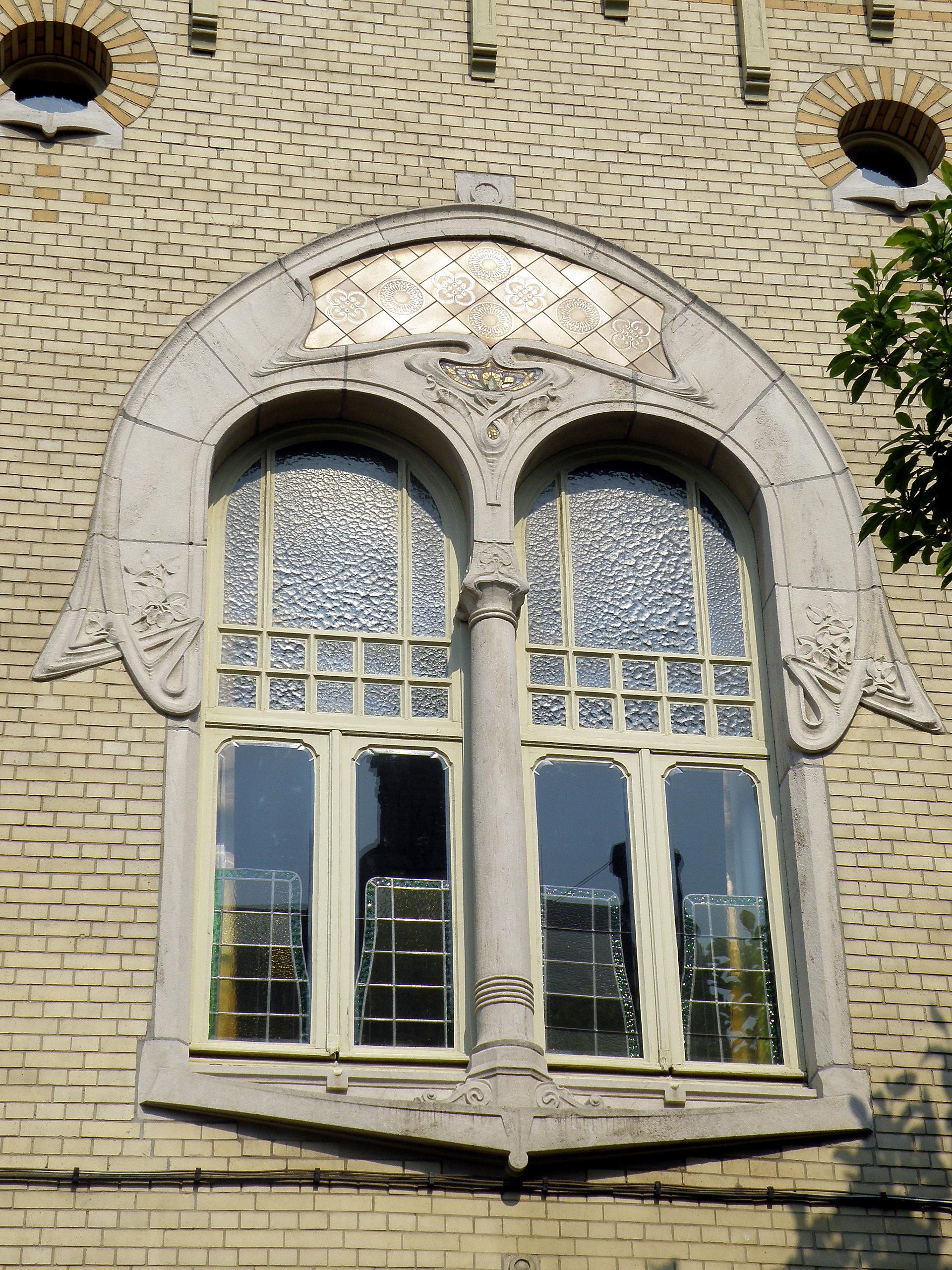

## Source
- (nl) https://inventaris.onroerenderfgoed.be/erfgoedobjecten/11086